# Nilde
Nilde  è un nome proprio di persona italiano femminile.

## Varianti
- Alterati: Nilda
- Maschili: Nildo

## Origine e diffusione
È un ipocoristico di nomi quali Brunilde, Benilde, Cleonilde, Leonilde. Parte del nome deriva dal termine germanico hild, che significa "battaglia".
In Italia è distribuito con maggiore frequenza al Nord, in particolare in Emilia ed in Romagna. Nella forma Nilda, è usato anche in spagnolo e portoghese.

## Onomastico
Il nome è adespota, non essendo portato da alcuna santa. Si può festeggiarne l'onomastico il 1º novembre, ad Ognissanti, oppure in concomitanza con quello del nome di cui costituisce un'abbreviazione.

## Persone

Nilde Iotti

- Nilde Iotti, politica italiana

### Variante maschile Nildo
- Nildo Viana, sociologo e filosofo brasiliano